# Jaime de Veyra
Jaime Carlos de Veyra y Díaz político, periodista, profesor y escritor filipino de lengua española, nació en Tanauan, provincia de Leyte el 4 de noviembre de 1873.
Estudió Derecho y Filosofía y Letras en la Universidad de Santo Tomás de Manila entre 1895-1897. Fue secretario del gobernador militar de Leyte. Concejal del Ayuntamiento de Cebú. Gobernador de Leyte. Miembro de la Cámara de Representantes filipina.
Comisionado residente de las Filipinas entre 1917 y 1923. Profesor de lengua y literatura española en la Universidad de Filipinas y director del Instituto Nacional de Lengua entre 1936 y 1944. Investigador e historiador en la Biblioteca Nacional.
Murió en Manila el 7 de marzo de 1963.

## Obras
- Efemérides filipinas (Impr. y librería de I.R. Morales, 1914)
- La hispanidad en Filipinas (Publicaciones del Círculo Filipino, 1961)
- Medina en la historia de Filipinas. (Bureau of Print., 1952)
- Filipinismos en lengua española (Manila: La Defensa & Nueva Era Press, 1930).